# Anna Kingsford

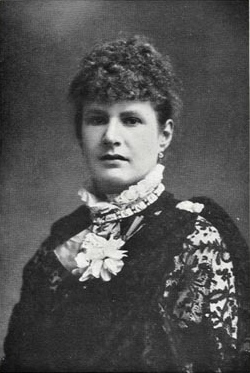
Anna Kingsford

Anna Bonus Kingsford (geborene Annie Bonus) (* 16. September 1846 in Maryland Point, Stratford, Essex (heute zu London), England; † 22. Februar 1888 in London) war eine britische Ärztin, Frauenrechtlerin, Autorin und Theosophin.

## Leben und Wirken
Kingsford wurde am 16. September 1846 als jüngstes von 12 (9?) Kindern von John Bonus (1795–1865) und Elizabeth Ann Schroder (1805–1888) in Maryland Point geboren. Die Ortschaft gehörte damals zur Grafschaft Essex und ist heute Teil des Londoner Stadtbezirkes London Borough of Newham. Der Vater war Kaufmann und Schiffsmakler (ähnlich einem Reeder), die Familie wohlhabend.
Bereits 1859, im Alter von 13 Jahren, veröffentlichte sie ihr erstes Buch Beatrice, a Tale of the Early Christians, dem eine Reihe weiterer folgten. Am 31. Dezember 1867 heiratete sie ihren Cousin Algernon Godfrey Kingsford (1845–1913), einen Geistlichen der Anglikanischen Kirche. Vor der Ehe stellte sie diesem die Bedingung, auch weiterhin ihre eigenen Interessen verfolgen zu können, worauf ihr Mann einging und was sie später auch in die Tat umsetzte. Aus der Ehe ging eine Tochter, Eadith Bonus Kingsford (* 24. September 1868) hervor.
Ab 1868 engagierte sie sich verstärkt für den Tierschutz und sprach sich gegen Tierversuche (damals: Vivisektion) aus. Infolge dieser Überzeugung ernährte sie sich seit 1870 vegetarisch. Ebenso setzte sie sich ab 1868 für Frauenrechte ein, insbesondere für das Recht auf eigenen Besitz, das Wahlrecht und das Recht auf Bildung. Dazu forderte sie gleiche Schulbildung für Buben und Mädchen und die Ausbildung und Akzeptanz von Frauen als Ärztinnen. Zu diesen Themen verfasste sie mehrere Bücher.
1873 begann sie selbst in England Medizin und Philosophie zu studieren. Genau wie Lizzy Lind af Hageby nahm sie das Medizinstudium vor allem deshalb auf, um mehr über die Vivisektion zu erfahren und besser gegen sie argumentieren zu können. Da damals in England aber Frauen nur das Studium selbst, nicht jedoch eine Graduierung erlaubt war, wechselte sie 1874 nach Paris, wo sie das Studium fortsetzte und am 22. Juli 1880 mit dem Doktor der Medizin abschloss. Damit war sie, nach Elizabeth Garrett Anderson, die zweite Frau in England mit einem akademischen Grad in Medizin.  Ihre Dissertation über das Themengebiet des Vegetarismus erschien 1881 in Buchform unter dem Titel The perfect way in diet. Später führte sie ihre eigene Arztpraxis in London.
Im September 1882 trat sie der London Lodge der Theosophischen Gesellschaft bei und wurde bereits am 7. Januar 1883 zu deren Präsidentin gewählt. Nach längeren Streitigkeiten mit Alfred Percy Sinnett über die Zielsetzung der London Lodge musste sie am 6. April 1884 die Präsidentschaft an Gerard B. Finch abgeben. Daraufhin gründete sie zusammen mit Edward Maitland (1824–1897) am 9. Mai 1884 die Hermetic Society, die zwar der Theosophie nahe stand, aber von der Theosophischen Gesellschaft unabhängig war. Ihr Werk beeinflusste Samuel Liddell MacGregor Mathers, einen der Gründer des Hermetic Order of the Golden Dawn.
Von schwacher Gesundheit und zeit ihres Lebens von Asthmaanfällen heimgesucht, zog sie sich im November 1886 eine Lungenentzündung zu. Kuraufenthalte an der italienischen Riviera  brachten keine Besserung. Im Alter von 41 Jahren starb sie am 22. Februar 1888 in London an Tuberkulose. Sie wurde auf dem Friedhof der Kirche von Atcham begraben, wo ihr Gatte als Ortsgeistlicher eingesetzt war.

## Werke (Auswahl)
- Clothed with the sun. Being the Book of the Illuminations of Anna (Bonus) Kingsford. Kessinger, Whitefish o. J., ISBN 0-7661-0735-3 (Reprint von 1889)
- Dreams and dream stories. Kessinger, Whitefish o. J., ISBN 1-4191-1687-8 (Reprint von 1888)
- Health, beauty, and the toilet, Letters to ladies from a lady doctor. Kessinger, Whitefish o. J., ISBN 1-4179-1232-4 (Reprint von 1886)
- The perfect way or the Finding of Christ. Kessinger, Whitefish o. J. ISBN 1-56459-254-5 (Reprint von 1882)
- The perfect way in diet, a treatise advocating a return to the natural and ancient food of our Race. Kessinger, Whitefish o. J., ISBN 1-56459-947-7 (Reprint von 1906)